# حضار تک‌نفره (ترانه)
«حضار تک نفره» (به انگلیسی: Audience of One) دومین تک‌آهنگ آلبوم توسل به عقل از گروه پانک راک آمریکایی رایز اگنست است. شعر این ترانه توسط رهبر گروه تیم مک ایلریف نوشته شده‌است. این آهنگ در «گیتار هیرو ورلد تور» نیز استفاده شده.